# Савинов, Василий Иванович
Василий Иванович Савинов (1880—1944) — российский революционер, большевик, чекист.

## Биография
По одним данным, родился в деревне Юрасово, но Юрасовского уезда в Рязанской губернии никогда не было, а деревня входила в состав Рязанского уезда. Учился в церковно-приходской сельской школе в Рязанском уезде. По другим данным, родился в Петербурге и потом был отправлен в деревню.
С 1894 года до 1901 года — рабочий Путиловского завода в Петрограде. C 1901 до 1906 служил в армии рядовым, затем младшим унтер-офицером.
Член РСДРП с 1908 года. С 1907 года до 1913 года работал на заводах в Петрограде. С 1912 года на своей квартире организовывал нелегальные собрания, в которых принимали участие М. М. Лашевич, А. А. Сольц, И. В. Сталин. В 1913 году принял участие в забастовке на Путиловском заводе, за распространение революционной литературы в связи с Ленским расстрелом был арестован в Петербурге и был 3 недели в тюрьме. Затем был административно выслан в Ревель.
С 1914 года до 1917 года был на фронтах Первой мировой войны в сапёрных частях.
С 1917 года — член ВЦИК, избранный на 2-м Всероссийском съезде Советов, председатель Совета рабочих и солдатских депутатов в Можайске.
С 1918 года до 1929 года — секретарь, член Коллегии, председатель Контрольно-ревизионной комиссии, заведующий Инструкторским отделом, заведующий Отделом связи ВЧК, затем председатель Донской, Терской, Тверской, Ставропольской (4.10.1920- 12.1920), Калужской губернских ЧК (губернских отделов ОГПУ), Курганского окружного отдела ОГПУ, начальник Особого отдела ОГПУ 81-й стрелковой дивизии, 2-го стрелкового корпуса Московского военного округа.
В 1929 году откомандирован в распоряжение ЦК ВКП(б). Направлен на хозяйственную работу на фабрику в Твери, завод Красный Путиловец в Ленинграде.

### Награды
- знак «Почётный работник ВЧК-ГПУ» № 4 в 1922;
- боевое оружие от коллегии ОГПУ.